# Dhaulpur (distrikt)
Dhaulpur (eller Dholpur) är ett distrikt i den indiska delstaten Rajasthan. Den administrativa huvudorten är staden Dhaulpur. Distriktets befolkningen uppgick till 983 258 invånare vid folkräkningen 2001, på en yta av 3 033 km². Dhaulpur var förr en vasallstat.

## Administrativ indelning
Distriktet är indelat i fem tehsil, en kommunliknande administrativ enhet:
- Bari
- Baseri
- Dhaulpur
- Rajakhera
- Sepau

## Urbanisering
Distriktets urbaniseringsgrad uppgick till 17,96 % vid folkräkningen 2001. Den största staden är huvudorten Dhaulpur. Distriktet har endast två ytterligare samhällen med urban status, nämligen Bari och Rajakhera.